# 布拉姆布爾 (印地安納州)
布拉姆布爾（英語：Bramble）是位於美國印地安納州馬丁縣的一個非建制地區。該地的面積和人口皆未知。